# Regla 20/11
La Regla 20/11 es una norma establecida por la Federación Mexicana de Fútbol, con el común acuerdo de los equipos asociados a ella que participan en la Primera división mexicana, en la cual se establece que la mitad de minutos del total del torneo son los que jugadores menores al rango de 20 años 11 meses de edad deben de jugar por cada equipo, es decir, 1000 minutos.
Para la temporada en curso, los clubes podrán dar seguimiento a los jugadores menores que participaron en las anteriores, para ello se considera:
El 100% de los minutos jugados a los nacidos del 1 de enero de 1998 en adelante.
El 50% de los minutos jugados a los nacidos del 1 de enero al 31 de diciembre de 1997.
Se contabilizan como máximo 270 minutos por partido, no importando el número de jugadores.
Esta regla entró en vigor desde el año de 2005, con el torneo avanzado, en ella se expresa claramente que los equipos de la 1.ª división mexicana tienen que alinear a jugadores menores a los 20 años 11 meses y acumular como mínimo un total de 765 minutos en las 17 jornadas que dura la campaña, el equipo que no cumpliera con esta norma se les descontarían 3 puntos al final de la temporada, los únicos equipos que han recibido esta penalización fueron Jaguares de Chiapas en el Apertura 2005, Club San Luis y Querétaro FC en el Apertura 2006.
El motivo por el que se dio la iniciativa de crear esta regla fue para impulsar la creación de jugadores a temprana edad, mejorar las fuerzas básicas y que se les dé confianza a los jóvenes para debutar a una edad más temprana. De esta medida, varios jugadores que fueron alineados en parte para cumplir con el requisito que había que cumplir, llegaron para apoderarse de la titularidad en sus equipos.
La aplicación de esta regla ha sido caso de polémica desde su inicio, mientras ciertas partes apoyan su aplicación debido a casos como el de Patricio Araujo o Javier Hernández con el Club Deportivo Guadalajara, Luis Ángel Landín con el Pachuca Club de Fútbol, Andrés Guardado con Atlas de Guadalajara, Ernesto Serrato en el Club de Fútbol Monterrey y Rogelio Chávez del Cruz Azul entre otros, que han demostrado que la aplicación de la regla ha dado frutos; existen opiniones y puntos de vista cruzados.
Hasta el torneo actual (Torneo Clausura 2020 (México)) la Federación Mexicana seguía aplicando la regla en sus torneos de primera división profesional, sin embargo, una serie de cambios estructurales en la división de plata apuntan a que dicha regla será eliminada para la próxima temporada, debido a que se crea la Liga de Desarrollo de Talentos, en donde se espera tener un semillero de jugadores para los equipos de la Primera División.
- Datos: Q6104333